# Scribble Jam
Scribble Jam est un festival de hip hop était un festival annuel de hip-hop organisé à Cincinnati, dans l’Ohio, aux États-Unis. Connu comme le plus grand festival de hip-hop en Amérique, il était parfois comparé à Woodstock. Le festival a été créé en 1996 par « Fat » Nick Accurso et Jason Brunson, fondateurs du magazine de graffiti Scribble, ainsi que par le DJ Mr. Dibbs, dans le parking d’une boîte de nuit locale. L’édition de l’année suivante a bénéficié d’une meilleure publicité et a inclus pour la première fois des compétitions de battle de rap, de DJing et de breakdance. En 2000, avec l’ajout de nouveaux partenaires, Tony Heitz et Pase Rock, le festival a considérablement gagné en popularité, attirant des dizaines de milliers de fans de hip-hop dans ses terrains au début du mois d’août. Le Scribble Jam a fini par accueillir jusqu’à 20 000 spectateurs.
Au début d’avril 2010, l’organisateur du Scribble Jam, Kevin Beacham, a confirmé la fin de l’événement, citant la crise économique et la difficulté de réunir les ressources nécessaires à son organisation comme principales raisons. Pendant la majeure partie de son existence, le Scribble Jam a refusé les sponsorisations d’entreprises, ce que Accurso expliquait comme une volonté d’empêcher que le festival soit dirigé par « ceux qui ne comprennent pas la véritable culture hip-hop », ajoutant que le marketing ou la promotion externe « dénatureraient le but » du festival. En 2003, cependant, le festival a commencé à accepter certains sponsors, l’édition de cette année-là étant soutenue par Toyota/Scion.

## Histoire
Le Scribble Jam proposait cinq compétitions, dont quatre étaient destinées à mettre en valeur les principaux éléments de la culture hip-hop. Elles comprenaient:
- La battle de rap.

- La battle de DJ ou compétition de scratching.

- La battle de B-boy ou compétition de breakdance.

- La battle de graffeurs ou compétition de graffiti.

- Ainsi qu’une compétition de beatbox.

Historiquement, la compétition la plus populaire était la battle de rap, bien que tous les aspects de la culture hip-hop y soient bien représentés. Le festival a élargi ses compétitions initiales de MC et de B-boy, présentes dès 1996, pour inclure la compétition de DJ en 1998.
En 2003, la compétition de beatbox a été ajoutée au programme. Durant les cinq dernières années du festival, une compétition de beatmakers a également été intégrée à la programmation. Au fil des années, le Scribble Jam a couronné plusieurs artistes dans ses différentes compétitions. Parmi les vainqueurs notables des battles de rap, on retrouve:
- MC Juice – plusieurs fois vainqueur, célèbre pour avoir battu Eminem en battle.

- Eyedea – vainqueur en 1999, reconnu pour son style innovant et technique.

- Rhymefest – champion en 2000, qui a plus tard coécrit Jesus Walks avec Kanye West.

- Sage Francis – figure importante du rap indépendant.

- Mac Lethal – connu pour sa vitesse et son humour en freestyle.

- Adeem – double vainqueur du Scribble Jam (1998 et 2001).

Dans les autres disciplines, des DJs, B-boys, graffeurs et beatboxers ont également marqué l’histoire du festival, mais les battles de rap restaient l’attraction principale.

## Vainqueurs

### Battle de Rap
- 1996 - Vendetta
- 1997 - MC Juice
- 1998 - Adeem
- 1999 - Eyedea
- 2000 - Sage Francis
- 2001 - Adeem
- 2002 - Mac Lethal
- 2003 - Rhymefest
- 2004 - Illmaculate
- 2005 - Justice
- 2006 - The Saurus
- 2007 - Nocando
- 2008 - The Saurus

### Battle de DJs
- 1998 - DJ Precyse
- 1999 - DJ Precyse
- 2000 - DJ Precyse
- 2001 - DJ Sprite
- 2002 - DJ Skwint
- 2003 - Skratch Bastid
- 2004 - Skratch Bastid
- 2005 - Spare Change
- 2006 - I-Dee
- 2007 - Skratch Bastid
- 2008 - DJ T-Lo

### Battle de B-boys
- 1996 - Forrest Getemgump (individuel)
- 1997 - Self-Explanatory
- 1998 - Phase II
- 1999 - Midwest Junkie Cats (groupe avec les Junkwartz e les Battlecats)
- 2000 - Junkwartz
- 2001 - Motion Disorderz
- 2002 - Motion Disorderz
- 2003 - Motion Disorderz
- 2004 - Motion Disorderz
- 2005 - Brickheadz
- 2006 - Brickheadz
- 2007 - Motion Disorderz
- 2008 - Brickheadz

### Battle de Beatbox
- 2003 - A Train
- 2004 - A Train
- 2005 - J.Beetz (de SICK.SOUND.SYNDROME)
- 2006 - DJ Snuggles
- 2007 - Poizunus
- 2008 - Scott Jackson

### Battle de Beatmakers
- 2007 - X:144
- 2008 - Optiks